# Pietro Santi Bambocci
Pietro Santi Bambocci (fl. XVII-XVIII secolo) è stato un pittore italiano attivo principalmente in Toscana.

## Opere

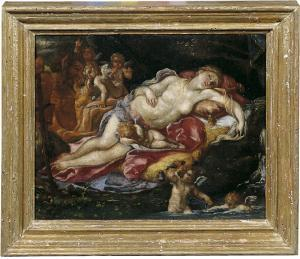
Venere Dormiente con amorini e un satiro

- Autoritratto (1743), olio su tela, 72 x 52 cm, Galleria degli Uffizi, Firenze[2][3]
- San Matteo e l'angelo (1708), olio su tela, 183 x 156 cm, Museo del Cenacolo di Andrea Del Sarto, Firenze[4]
- Venere dormiente con amorini e un satiro, olio su tela, 26 x 32,5 cm[5]

- Ritrovamento dell'icona della Madonna, olio su tela, 214 x 55 cm, Santuario di Santa Maria dell'Impruneta[6]
- Processione a Firenze, olio su tela, 200 x 55 cm, Santuario di Santa Maria dell'Impruneta[7]

- Santa Rosa di Lima che porta la croce, affresco, Chiostro grande, Basilica di Santa Maria Novella, Firenze[8]